# Бей жида-политрука, рожа просит кирпича!
«Бей жида-политрука, рожа просит кирпича!» — антисемитский и антисоветский лозунг на двусторонних агитационных листовках нацистской Германии, предназначенных для СССР, а также обозначение самих этих листовок, широко распространявшихся силами люфтваффе на территории Советского Союза в первые годы Великой Отечественной войны. Чаще всего с одной стороны листовки располагался графический рисунок с призывами, а с другой — преимущественно текстовая информация, предназначенная для перебежчиков.

## Содержание, предназначение и результат
В содержание листовок, кроме иллюстрированного слогана «Бей жида-политрука, рожа просит кирпича!», напоминающего комикс, входил «пропуск в плен» с изображением нацистской символики и обращение с заглавием: «Командиры и бойцы Красной Армии!». В «Пропуске» («Passierschein» или «Ausweis»), сопровождавшемся немецким переводом, перебежчикам обещали хороший приём, питание и трудоустройство, а обращение к красноармейцам, помимо политической агитации, порой обещало получение земельного участка. Русский текст большинства листовок изобиловал стилистическими и орфографическими ошибками.
Пропагандистское распространение этих листовок производилось вермахтом с целью склонения бойцов Красной армии к «спасительной» сдаче в плен или дезертирству.
В разное время схожая ситуация отмечалась на фронтах союзников, там были распространены случаи сохранения «пропусков в плен» или покупки лишних, сохраняли советские листовки с «пропусками» и немецкие солдаты.

## Версии о происхождении
Один из популярных авторов, пишущих на историческую тему, выдвинул версию, что использование в листовке жаргонного словосочетания «…рожа просит кирпича» является следствием неких немецких лингвистических исследований распространенных советских выражений. В фильме «Кукрыниксы против Геббельса» сообщается, что подобные листовки составлялись прибалтийскими немцами, некоторые из которых состояли на службе у Адольфа Гитлера.

### Версия историков
Историки считают, что листовка под реестровым номером 150 RA/1 была отпечатана в нацистской Германии, в середине сентября 1941 года, тиражом в 160 млн экземпляров.
Некоторые историки полагают, что листовку «Бей жида-политрука…» по немецкому заказу составляли бывшие российские подданные или советские граждане. Так, в своей книге о немецкой пропаганде во время Второй мировой войны историк Александр Окороков выдвинул версию о том, что содействие структурам нацистской Германии в составлении пропагандистского материала оказывали белоэмигранты, представление которых о советском народе мало отличалось от немецкой точки зрения, там же он отмечал, на примере листовки «Бей жида-политрука, рожа просит кирпича!», что «Нелепость такой продукции рождала в среде трезвомыслящей русской эмиграции и постсоветской интеллигенции мысль о влиянии на германские пропагандистские органы советской агентуры». Мнение о том, что эту листовку немцам помогали составлять российские эмигранты, сотрудничающие со службами агитации вермахта и СС, высказывали историк Сергей Кудряшов и военный историк Николай Аничкин. Таким образом, многие профессиональные историки склонны «винить» в неграмотности немецкой листовки в первую очередь коллаборационистов.

### Версия коллаборационистов
Сотрудничавшие с вермахтом очевидцы утверждали, что подобный лозунг появился по причине недооценки немцами «антикоммунистического настроения народа» и непонимания ими советского менталитета. Так, в эмигрантской газете «Наша страна» были опубликованы отрывки из переписки журналиста, бывшего редактора коллаборационистской газеты «За родину» Анатолия Стенроса (наст. Макриди), в которых он объясняет писателю Дмитрию Панину-Сологдину, со слов немецкого генерала-прибалта, причины, по которым немцами был использован сомнительный лозунг:

Вскоре после нашего бегства из Москвы мы сидели за столом в обществе немецкого генерала, из балтийцев, говорившего по-русски. Пользуясь тем, что меня посадили рядом с ним, после изрядного возлияния, я отважился его спросить — почему немцы так халтурно ведут антикоммунистическую пропаганду и поручают её всяким проходимцам (ещё до перехода к немцам, под Москвой, я сам читал листовку, сброшенную с воздуха: «Бей жида-политрука, морда просит кирпича!»)? Почему антикоммунистическая пропаганда и антикоммунистическое настроение населения и пленных недооцениваются, не используются при наличии огромных возможностей? И вот что генерал мне ответил:
«Нами подробно разработан план кампании, в победном окончании которой не может быть никаких сомнений. А поэтому нет никакой необходимости в какой-либо импровизации и изменении плана, ни даже в его дополнении. То, о чём говорите вы, не продумано и не предусмотрено, а поэтому содержит в себе какой-то элемент риска, совершенно излишнего, мы и так победим».

Возможно, генерал думал иначе, но он выразил официальное немецкое понимание предмета.— «Наша страна» № 2963 от 4 мая 2013
Известный антисоветчик, работник пропагандистской лаборатории вермахта Александр Казанцев, сетуя на то, что листовки нацистской Германии для СССР частенько сочинялись под руководством зондерфюреров полевых отделов пропаганды, вспоминал следующее:

Во время моего первого визита в отдел пропаганды Вермахта я увидел в одной из проходных комнат во всю стену на транспаранте крупными буквами написанные слова: «Бей жида, политрука — рожа просит кирпича!»… После узнал, что этот «лозунг», оказывается, печатается самыми крупными буквами на каждой листовке, предназначенной для Красной Армии. По мысли немецких пропагандистов, этот несусветный и безграмотный бред должен был звучать как девиз, под которым культурная Европа идет в свой крестовый поход против коммунизма. Этот бред в качестве «руководящего лозунга» годами, чуть ли не до самого конца войны, перебрасывался на «ту» сторону.— «Третья сила. Россия между нацизмом и коммунизмом».

## Реакция советских людей

### Точки зрения историков
Ряд российских историков склонялись к мнению, что листовка «Бей жида-политрука, рожа просит кирпича!», относительно всего периода Великой Отечественной войны, оказала незначительное агитационное влияние, как на военных, так и на гражданских лиц. Например, историк Борис Ковалёв в своих публичных лекциях, ссылаясь на «Дневник коллаборантки» Л. Т. Осиповой, рассказывает о негативной реакции ожидающей избавления от советской власти части царской профессуры и интеллигенции на эту листовку.
Историк Сергей Кудряшов отмечал, что листовка с первых дней войны вызывала у красноармейцев негативную реакцию и смех, схожего мнения придерживался историк Олег Будницкий.
По мнению историка Александра Окорокова, эта листовка запомнилась бойцам Красной армии своей нелепостью, вызывала презрительное непонимание основной массы советских граждан, однако он не исключал, что некоторая их часть могла с сочувствием отнестись к призыву «бить жида», в том числе и по антисемитским мотивам. Один из офицеров РОА утверждал, что немецкие листовки антисемитской направленности с надписями типа «Бей жида-политрука — морда просит кирпича» в среде красноармейцев вызывали лишь омерзение.

### Мнения писателей и публицистов
У писателей и публицистов сложилось крайне противоречивое отношение к реакции советских людей на листовку про рожу «жида-политрука». Публицист Леонид Радзиховский, основываясь на книге Марка Солонина про 1941 год «22 июня», сделал обобщающий вывод о том, что расчет немецкого командования на листовку «Бей жида-политрука…» оправдался, так как, по мнению публициста, подобные призывы находили понимание у советских солдат, имели у них немалый, порой колоссальный, успех и пользовались большим спросом не только на русско-германском фронте, но и среди гражданского населения СССР и Восточной Европы, по причине, в первую очередь, широко распространенного антисемитизма. По мнению же политического журналиста Олега Кашина, слова про жида-политрука и его морду были крайне неудачными, потому малоэффективными. Обозреватель газеты «Коммерсант» Михаил Трофименков, сравнивая эту местечковую листовку с глобальными пропагандистскими материалами союзников, отмечал преимущество американских листовок перед немецкими. Писатель, географ Павел Полян считал, что айнзацгруппы, сформированные немцами из советских граждан, руководствовались именно принципом «избиения жидов». По утверждению писателя Владимира Богомолова, на участке танковых корпусов группы Гудериана были случаи, когда красноармейцы сдавались под гарантии листовок геббельсовской пропаганды «Бей жида-политрука, рожа просит кирпича!», обычно пленные расстреливались немцами.

### Воспоминания очевидцев
По воспоминаниям очевидцев, эта листовка воспринималась индивидуально, а в некоторых случаях оказывала действие, противоположное задуманному; к примеру, ефрейтор Борис Заманский, еврей по национальности, вспоминает, что не сдался в плен по той причине, что в последний момент вспомнил про содержание листовки о «жиде-политруке». Примером личностного восприятия листовки может служить дневниковая запись лета 1941 года известной антисоветчицы Лидии Осиповой (Олимпиада Полякова), опубликованная Олегом Будницким в сборнике «Свершилось. Пришли немцы!»: она утверждала, что, на первый взгляд, листовка имела вид малограмотной большевистской провокации, — это предположение выдвинул литературовед Р. Иванов-Разумник. По воспоминаниям фронтовика Николая Никулина, впоследствии известного искусствоведа, в годы войны бывшего артиллеристом, «топорная пропаганда немцев не очень на нас действовала. Хотя на душе было достаточно скверно». При этом Никулин, цитируя как листовку про «жида-политрука», так и другой известный пример нацистской пропаганды — речёвку «Справа — молот, слева — серп…», задаётся вопросом: «Интересно, кто это сочинял, — немцы или перебежавшие к ним русские?», в итоге резюмируя: «Можно утверждать, что немецкая агитация подобного рода была организована очень плохо. И это не похоже на немцев, которые умели предусмотреть все мелочи». Однако, несмотря на примитивность языкового оборота лозунга, были советские люди, которые, по воспоминаниям фронтовика, впоследствии скульптора, Льва Разумовского, восприняли призыв «Бей жида-политрука, рожа просит кирпича!» не критично, эту информацию подтверждали некоторые фронтовики, попавшие в такие тяжелейшие условия 1941 года, как паническое отступление или зимнее окружение. В 1942 году бойцы видели такие листовки. Большинство военнослужащих, в своих воспоминаниях, утверждали, что никакого впечатления эта листовка на них не производила; так, редактор Артём Драбкин в одном из своих военных сборников приводит воспоминания советского лейтенанта Зельмана Ройзмана, который говорил о крайне редких случаях дезертирства во время боев за Сталинград, несмотря на то что по утрам «нередко вся наша оборона была усыпана немецкими листовками с призывами на сдачу в плен: „Бей жидов-комиссаров!“.

#### Детские воспоминания очевидцев
По детским воспоминаниям, ощущения подростков от листовки почти всегда соответствовали взрослым и порой были оригинальными, никакого особого впечатления они не производили. Так, переживший ребёнком немецкую оккупацию, писатель Анатолий Кузнецов в поздних редакциях своего романа-документа «Бабий Яр» отмечал, что на молодое поколение производили впечатление разве что обещания сытой жизни с обратной стороны этих листовок, разумеется при условии сдачи в плен. Художник Илья Глазунов, тоже в юности, обращал внимание на запоминающуюся карикатурную графику листовок про «жида-политрука». Писатель Виталий Сёмин так вспоминал свои детские ощущения от листовки:

На жёлтой, как сахар-сырец, бумаге было изображено носатое, ушастое лицо в пилотке со звездой, а подпись гласила: «Бей жида-политрука, морда просит кирпича». Меня поразила мелкость злобы, не сопоставимая, казалось бы, с результатами, достигнутыми немецкой армией. И ещё поразила какая-то запущенная, давняя и непечатная малограмотность, какая-то старинная уличная глупость, какое-то безобразие, заключенное в самой конструкции этой фразы. А я ведь и ожидал прочесть что-то угрожающее, враждебное себе.— «Нагрудный знак «OST».
Блокадник Александр Траугот, брат художника Валерия Траугота, вспоминает, что содержание разбрасываемых осенью 1941 года немецкими самолётами розовых бумажек «поражает глупостью даже нас, мальчишек: „Бей жида-политрука, рожа просит кирпича“ и т. п. По радио регулярно передают списки расстрелянных за хранение этих листовок».

## Современные оценки
Некоторые современные исследователи, изучая листовки нацистской Германии, обращают внимание преимущественно на «комикс» со словами «Бей жида-политрука, рожа просит кирпича!», но игнорируют такую его часть, как «Пропуск в плен» или «Командирам и бойцам Красной Армии!». Например, литературный критик Лев Аннинский, вспоминая удивление писателя Юрия Трифонова низким уровнем агитационной листовки про «жида-политрука…», допускает, что немцы могли разглядеть единственную «главную педаль».
Сторонники версии, что Великая Отечественная война началась и велась, в первую очередь, как война нацистской Германии против советских евреев, видят в немецких листовках подтверждение своим догадкам. Так, автор книг на военную тему Марк Солонин писал, что в главной немецкой листовке «Бей жида-политрука…» отражалась истинная аргументация антисемитских целей вторжения Германии на территорию СССР, кроме того, по его мнению, для советской пропаганды антисемитское содержание немецкой листовки стало неожиданностью. Схожие Солонину мысли высказывал Павел Полян, защищая свою концепцию рождения Холокоста 22 июня 1941 года, он апеллирует к нацистскому призыву «Бей жида-политрука…».
Владимир Мединский, отметив, что в листовке отразились политические и исторические мифы о России, не считал её безвредной, так как видел в листовке продуманную геббельсовскую пропаганду в стиле «Иди, камарад, сдавайся, бей жида-политрука. Это война не твоей родины с Германией, а так — нацистско-советская. Чисто идеологическая. Ничего личного». Философ Александр Никифоров листовкой с лозунгом «Бей жида-политрука, рожа просит кирпича!» иллюстрировал отношение немцев к советскому народу как к недочеловекам, а низкое качество агитационного материала объяснял неверным расчетом немцев, сравнив его с современными политтехнологиями: «Пипл схавает!». Современные исследователи считают, что изменение литературного стиля нацистских листовок и их художественного оформления наметилось уже в 1942 году, так как вульгарно-прямолинейный слоган «Бей жида-политрука, рожа просит кирпича!» практически перестал находить понимание у солдат Красной армии, на смену ему пришли более продуманные призывы.
В целом, за редким исключением, современные источники соответствуют мнению историков и очевидцев. Таким образом, большинство независимых исследователей склонны видеть в антисемитской и антисоветской части листовки «Бей жида-политрука, рожа просит кирпича!» примитивную попытку вражеской пропаганды, совпавшую с тяжелейшим начальным периодом военных действий.

## Вариации

### Стихи
Распространялись и стихи с этим или схожим лозунгом, например:

«Бей ты жида и парторга
Их морды просят кирпича,
Спасайся к нам от их нагана

„Сталин капут“ во всю крича».— «Особый фронт».

### Проза
В целом, лозунги с содержанием «Бей политруков! Бей жидов!», особенно в начальный период войны, являлись основой немецкой печатной пропаганды, распространялись они чаще всего на листовках, посредством сбрасывания с самолётов или через агитационные боеприпасы. Периодические издания на оккупированной территории СССР в годы Великой Отечественной войны наполнялись материалом схожей направленности с аналогичными призывами.
Историк Борис Соколов утверждал, что схожий лозунг «Бей жида-большевика, морда просит кирпича» активно использовался нацистской пропагандой при обработке мирного населения и, по словам историка, часто «падал на благодатную почву». Журналист Максим Соколов отмечал, что чем хуже было состояние дел на фронте, тем больше готовность была бить «жида-большевика» и наоборот, при этом обратив внимание, что и первые советские агитационные листовки были стилистически схожими с немецкими.

## В искусстве
- В фильме «Иди и смотри» один из героев критически оценивает лозунг «Бей жида-большевика, морда просит кирпича».
- В повести Константина Воробьёва «Убиты под Москвой» советские солдаты иронизируют над нескладным слогом лозунга. Этот же эпизод присутствует и в экранизации повести — фильме «Это мы, Господи!..».
- Роман Юрия Слепухина «Тьма в полдень».
- Писатель Михаил Алексеев в романе «Мой Сталинград» изобразил шесть бойцов-новичков, которые начитавшись вражеских листовок «Бей жида-большевика: Морда просит кирпича», закопали в землю винтовочные штыки и собрались было сдаваться.